# Paul Eugène Bontoux
Paul Eugène Bontoux, född 1824 och död 1904, var en fransk ingenjör och finansman.
Efter att som direktör för österrikiska sydbanan nästan ha ruinerat företaget grundade Bontoux i Paris bankföretaget Union générale 1878, med uppgift att främja de katolska intressena genom att bryta de judiska bankirernas makt. Genom en rad hasardartade spekulationer drevs aktierna upp till sitt fyrdubbla värde. 1882 inträffade dock en katastrof, som gjorde att firman fick inställa sina betalningar, och tusentals människor ruinerades. Bontoux blev dömd till 5 års fängelse men lyckades fly. Bontoux anses vara förebilden för huvudpersonen i Émile Zolas roman L'argent.